# Rudy Trouvé
Pour les articles homonymes, voir Trouvé.
Rudy Trouvé, né le 28 janvier 1967 à Wilrijk en Belgique, est un musicien belge anversois. 
Au début des années 1990 il fonde le label Heavenhotel. Entre 1993 et 1995 il fait partie du groupe dEUS, et le quitte pour se consacrer au sien, d'autres groupes plus obscurs et des collaborations temporaires.
Depuis 1995 il a connu le succès avec Kiss My Jazz et Dead Man Ray, et a enregistré un album avec Lou Barlow sur le label Sub Rosa.
Rudy Trouvé est considéré comme un grand improvisateur; au cours de jam sessions et de concerts expérimentaux il a partagé la scène avec Mauro Pawlowski, Zeitkratzer Ensemble (Allemagne), Marc Ribot (États-Unis), Pierre Bastien, Pierre Berthet, des membres de DAAU, Zita Swoon... 
Il est aussi connu pour son travail artistique (il a étudié à St Luc à Gand) : ses peintures illustrent la plupart des pochettes de ses disques. 

## Collaborations
- Dead Man Ray
- dEUS
- Gore Slut
- I Hate Camera
- Kiss My Jazz
- Lionell Horrowitz
- The Love Substitutes
- Rudy Trouvé Sextet